# L'Athlète incomplet (film, 1926)
Pour les articles homonymes, voir L'Athlète incomplet.
Pour plus de détails, voir Fiche technique et Distribution.
L'Athlète incomplet (The Strong Man) est un film muet américain réalisé par Frank Capra et sorti en 1926.

## Synopsis
Après la fin de la Première Guerre mondiale, où il a combattu dans les tranchées, Paul Bergot, qui traverse les États-Unis en compagnie du Grand Zandow, « l'homme le plus fort du monde », tente de retrouver Mary Brown, la jeune fille qui lui a envoyé des lettres pendant la guerre.

## Fiche technique
- Titre : The Strong Man
- Réalisation : Frank Capra
- Assistant réalisateur : J. Frank Holliday
- Scénario : Hal Conklin et Robert Eddy, Arthur Ripley (histoire)
- Musique : Carl Davis (1985)
- Décors : Loyd Brierly
- Photographie : Glenn Kershner, Elgin Lessley
- Montage : Harold Young et, non crédité, Arthur Ripley
- Production : Harry Langdon
- Société de production : Harry Langdon Corporation
- Société de distribution : First National
- Pays de production :  États-Unis
- Format : noir et blanc - muet - 1,33:1
- Genre : comédie burlesque
- Durée : 75 minutes
- Date de sortie :
  - États-Unis : 19 septembre 1926

## Distribution
- Harry Langdon : Paul Bergot
- Priscilla Bonner : Mary Brown
- Arthur Thalasso : le Grand Zandow
- Gertrude Astor : Lily de Broadway
- Robert McKim : Mike McDevitt
- William V. Mong : le pasteur Brown dit « Holy Joe »
  - et, non crédités :
- Brooks Benedict : un passager du bus
- Tay Garnett
- Helen Brent
- Douglas Haig

## Distinction
- Inscrit au National Film Registry en 2007